# Labidoplax
Genre
Labidoplax est un genre d'holothuries (concombres de mer) de la famille des Synaptidae.

## Systématique
Le genre Labidoplax a été créé en 1898 par le zoologiste suédois Hjalmar Östergren (d) (1869–1935).

## Liste des espèces
Selon World Register of Marine Species (4 septembre 2021) :
- Labidoplax buskii (McIntosh, 1866) -- Atlantique nord
- Labidoplax georgii Smirnov, 1997 -- Nouvelle-Calédonie
- Labidoplax media Östergren, 1905 -- Atlantique nord
- Labidoplax similimedia Gage, 1985 -- Atlantique nord
- Labidoplax southwardorum Gage, 1985 -- Atlantique nord

## Publication originale
- (de) Hjalmar Östergren, « Das System der Synaptiden », Öfversigt af Kongl. Vetenskaps-Akademiens Förhandlingar, Stockholm, Inconnu, vol. 55, no 2,‎ 1898, p. 111-120 (ISSN 1100-4622, OCLC 6303212, lire en ligne).